# Peurunka
Peurunka eller Peurunkajärvi är en sjö i Finland. Den ligger i kommunen Laukas i landskapet Mellersta Finland, i den centrala delen av landet, 260 km norr om huvudstaden Helsingfors. Peurunka ligger 105,9 meter över havet. Den är 48 meter djup. Arean är 6,94 kvadratkilometer och strandlinjen är 29,34 kilometer lång. Sjön  ingår i Kymmene älvs huvudavrinningsområde.   I dessa uppgifter är Pieni Peurunka inräknad. I omgivningarna runt Peurunka växer i huvudsak barrskog. Den sträcker sig 4,9 kilometer i nord-sydlig riktning, och 4,5 kilometer i öst-västlig riktning.
I övrigt finns följande i Peurunka:
- Likosaari (en ö)